# Clemensia incerta
Clemensia incerta är en fjärilsart som beskrevs av Christian Gibeaux 1983. Clemensia incerta ingår i släktet Clemensia och familjen björnspinnare. Inga underarter finns listade i Catalogue of Life.